# 33852 Baschnagel
33852 Baschnagel è un asteroide della fascia principale. Scoperto nel 2000, presenta un'orbita caratterizzata da un semiasse maggiore pari a 2,3493696 au e da un'eccentricità di 0,1382149, inclinata di 7,78618° rispetto all'eclittica.